# Mezeő Cyrill

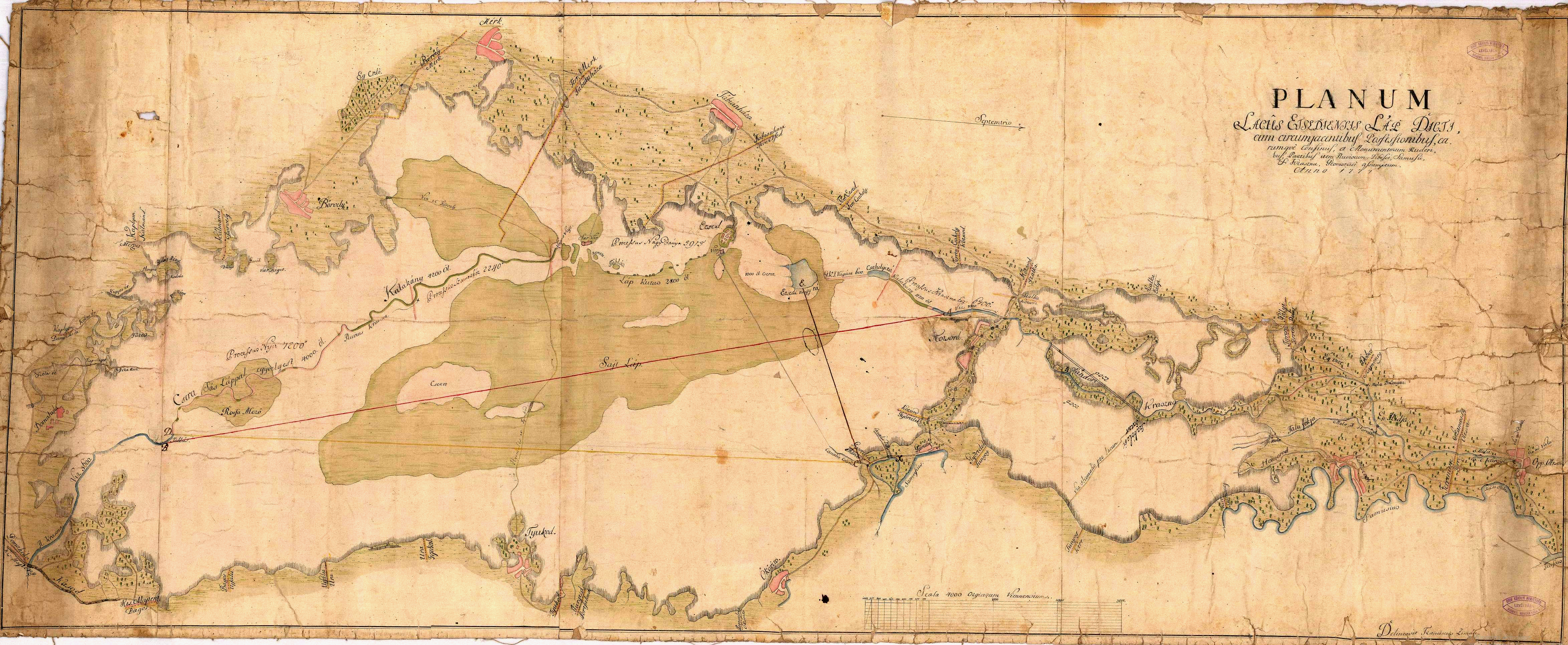
Mezeő Cyrillnek az Ecsedi-lápról 1777-ben készített térképe

Mezeő Cyrill a Tisza-völgyi vízszabályozások korai úttörője, vízépítő mérnök. 1781 májusában ő készítette el az Ecsedi-láp térképét, valamint a lápot lecsapoló csatorna terveit. A térkép a láp eddig ismert legkorábbi ábrázolása.

## Életpályája
Születési ideje és helye nem ismert, valamikor az 1700-as évek közepe körül születhetett.
Mérnöki diplomáját az 1717-ben alapított bécsi, illetve gumpensdorfi hadmérnöki akadémián szerezte, többek között Böhm (Cseh) Ferenccel, az Eszterházy-uradalom mérnökével, Kiss József (1748–1812) kamarai mérnökkel, Krieger Sámuelel, Stiller Andrással egy időben, mely az akkori idők legmagasabb szintű műszaki képzését biztosította. Mezeő Cyrill az 1780-as években Szatmár vármegye mérnöke volt.
A 18. század második felében a Felső-Tisza völgyének szabályozási munkálataira kiküldött királyi vízszabályozási biztosok Orczy Lőrinc és Károlyi Ferenc voltak, akik igyekeztek az inkább csak hajózási és tutajozási szempontból elrendelt folyószabályozási munkálatokat lényeges eredményeket ígérő ármentesítési és lecsapolási munkává fejleszteni, annak egységes és átfogó szabályozását megoldani. 
A Felső-Tisza völgyében működő királyi biztosok tevékenysége során azonban látható volt, hogy mindazok, akik a Tisza mentén valamilyen vízszabályozási feladattal foglalkoztak, előbb-utóbb eljutottak ahhoz a felismeréshez, hogy a területen minden szabályozási munka sikere a fő befogadó Tisza szabályozásától függ. 
Az Ecsedi-láp lecsapolásával legelőször Károlyi Ferenc foglalkozott, aki már akkor felfigyelt a Tiszára, és térképet készíttetett róla. Fia, Károlyi Antal figyelmét tehetséges mérnöke, Mezeő Cyrill terelte e probléma felé, aki elkészítette a Tisza–Szamos–Kraszna és az Ecsedi-láp egységes rendezési tervét.
Orczy Lőrinc, aki maga is képzett és széles látókörű hadmérnök volt, azonnal felismerte a befogadó és a mellékfolyók egységes szabályozásának szükségességét. Vay Miklós pedig a Körös-völgy felmérésével és szabályozásának feladatával kapcsolatban adott megbízást Huszár Mátyásnak a Tisza-szabályozás tervének elkészítésére. Elgondolásaikból a gyakorlatban azonban kevés valósult meg. Károlyi Ferenc még a királyi biztosi megbízatást sem tudta kieszközölni. Fia, Károlyi Antal ugyan mintegy tíz évig élvezte a királyi bizalmat és a nép bizalmát is, azonban a megyei urak fordultak ellene, s végül még megbízásának visszavonását is elérték. 
Orczy Lőrinc erőfeszítéseit az udvari intrika és a bürokrácia hatáskör-túllépésnek, a felismert feladat megoldásának szorgalmazását pedig engedetlenségnek minősítette. Az udvar és a megyék támogatását egyaránt elveszítve végül is visszavonulásra kényszerült. 
A munka megszervezésének feladatát – az adatok szerint – először Vay Miklósnak sikerült hadvezérhez és mérnökhöz méltó színvonalon megoldania, azonban korának kedvezőtlen gazdasági viszonyai (a napóleoni háborút követő dekonjunktúra) számára is lehetetlenné tették, hogy jelentősebb gyakorlati eredményeket érjen el.